# Ipidecla crepundia
Ipidecla crepundia is een vlinder uit de familie van de Lycaenidae. De wetenschappelijke naam van de soort werd als Thecla crepundia in 1909 gepubliceerd door Hamilton Herbert Druce.